# Jelínek
A Jelínek cseh családnév. Női változata a Jelínková. A név a cseh jelen (szarvas) szóból származik. 2016-ban 9 815 személy viselte a Jelínek és 10 308 a Jelínková családnevet Csehországban ezzel a 35. illetve 30. volt a családnevek rangsorában.

## Híres Jelínek nevű személyek
Csehország
- David Jelínek (1990) cseh kosárlabdázó
- Jiří Jelínek (1922–1984) cseh festő, illusztrátor, dzsessztrombitás
- Josef Jelínek (1941) világbajnoki ezüstérmes cseh labdarúgó

Ausztria
- Elfriede Jelinek (1946) Nobel-díjas osztrák írónő, feminista
- Hanns Jelinek (1901–1969) osztrák zeneszerző
- Karl Jelinek (1822–1876) osztrák fizikus, meteorológus

Magyarország
- Jelinek Emil (1976) „Emilio” énekes polgári neve
- Jelinek Erzsébet (1983) színész
- Jelinek Imre (?) filmrendező
- Jelinek Tivadar (1897–1962) válogatott labdarúgó, csatár